# Olga Jančić

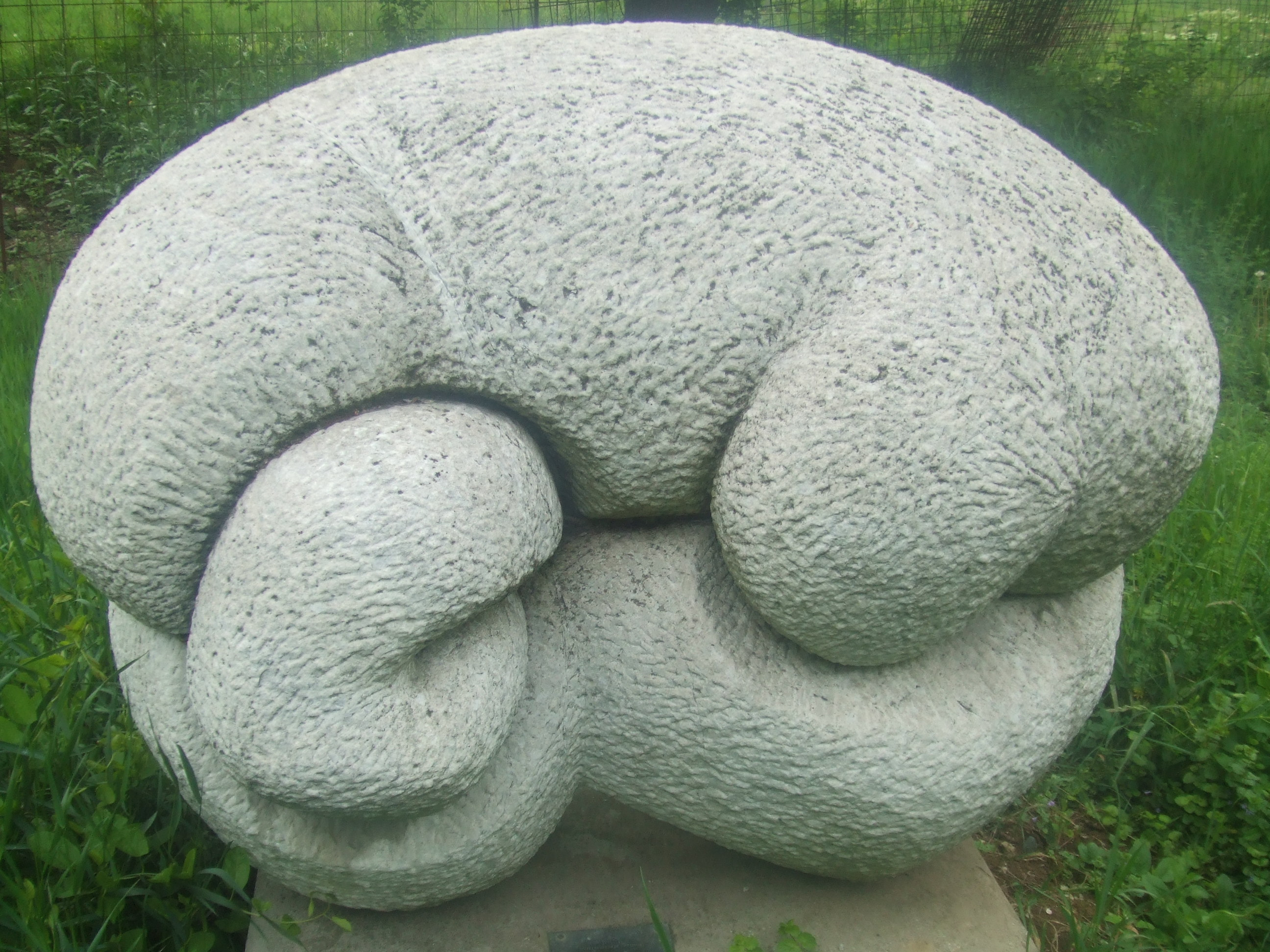
Escultura de Olga Jančić.

Olga Jančić (Олга Јанчић) (1929-25 de octubre de 2012) fue una escultora serbia.